# Cathédrale de Carpi
La cathédrale de Carpi est une église catholique de Carpi, en Italie. Il s'agit de la cathédrale du diocèse de Carpi. Elle a obtenu le titre de basilique mineure en 1979 à l'occasion du bicentenaire du diocèse.

## Histoire
La construction de l'église a commencé en 1514 et a été achevée à la fin du XVIIIe siècle ; l'église a été consacrée en 1791 par le premier évêque du diocèse, Mgr Francesco Benincasa.
La façade a été achevée dans la seconde moitié du XVIIe siècle avec des lignes baroques, tandis que le dôme, construit en 1768, a été abaissé en 1771 pour des raisons de stabilité.
L'intérieur à trois nefs respecte le style de la Renaissance grâce à Baldassarre Peruzzi d'après la basilique Saint-Pierre de Rome. Elle possède de précieuses œuvres d'art et des meubles qui viennent enrichir les chapelles et les autels. On y trouve des peintures du XVIIe siècle de Teodoro Ghisi, Matteo Loves, Luca Ferrari, Giacomo Cavedone et Sante Peranda. Récemment, le chœur a été restauré avec un nouveau mobilier liturgique. Dans la nef droite, à la hauteur de la chapelle du transept (Saint-Valérien), on peut remarquer les sépultures funéraires en marbre des tombes des évêques.
La dévotion populaire est particulièrement vivante pour la « Madonna della Porta » ainsi que pour le buste reliquaire de saint Valérien et les reliques de saint Bernardin Realino.
Dans cette cathédrale, s'est déroulée l'ordination épiscopale de Gaetano Maria Cattani (1850), Alessandro Maggiolini (1983) et Douglas Regattieri (2010).
Le bâtiment a été endommagé par les tremblements de terre en 2012, et a rouvert ses portes au culte le samedi 25 mars 2017 lors d'une messe solennelle présidée par le cardinal Pietro Parolin et bien d'autres cardinaux, évêques et prêtres. À la fin de la célébration, la statue de Notre-Dame de l'Assomption a été couronnée et une plaque a été découverte à la mémoire de l'événement. Le dimanche 2 avril suivant, le pape François a célébré une messe devant 15 000 fidèles sur la longue place des Martyrs.
En 2017, la relique principale du Bienheureux Odoardo Focherini a été translatée dans la cathédrale..

## Source
- (it) Cet article est partiellement ou en totalité issu de l’article de Wikipédia en italien intitulé « Basilica cattedrale di Santa Maria Assunta (Carpi) » (voir la liste des auteurs).

### Articles liés
- Liste des cathédrales d'Italie